# Давиденки (Росія)
Давиде́нки (рос. Давыденки) — присілок в Якшур-Бодьїнському районі Удмуртії, Росія.
Населення — 27 осіб (2010; 49 в 2002).
Національний склад (2002):
- росіяни — 65 %
- удмурти — 33 %

## Урбаноніми[3]
- вулиці — Заводська, Радгоспна